# Droga wojewódzka nr 594
Droga wojewódzka nr 594 (DW594) – droga wojewódzka w północnej części województwa warmińsko-mazurskiego o długości 37,5 km łącząca drogę krajową nr 57 w Bisztynku z Kętrzynem (DW592). Droga przebiega przez powiat bartoszycki, gminę Bisztynek oraz powiat kętrzyński, gminy: Reszel, Kętrzyn i miasto Kętrzyn.

## Miejscowości leżące przy trasie DW594
- Sątopy
- Troksy
- Czarnowiec
- Reszel
- Robawy
- Ramty
- Święta Lipka
- Pieckowo
- Pudwągi
- Biedaszki
- Trzy Lipy